# Lemmerweg-West
Lemmerweg-West is een woonwijk binnen de stad Sneek in de Nederlandse provincie Friesland. De wijk telt (in 2023) 2.770 inwoners en heeft een oppervlakte van 51 hectare (waarvan 3 hectare water). Behalve de vroege bebouwing aan de IJlsterkade is de wijk gebouwd vanaf de begin jaren 60. De aan de Geeuw gelegen bedrijfspanden maken vanaf 2019 plaats voor appartement complexen

## Ligging en bereikbaarheid
De wijk grenst in het noorden aan de wijk Poort van Sneek, in het oosten aan de Lemmerweg-Oost en in het zuiden aan Duinterpen.
De grootste verkeersader van de wijk is de Lemmerweg, die de grens vormt tussen Lemmerweg-West en -Oost. De westelijke grens wordt gevormd door de Geeuw. Sinds 2015 is de Geeuw via de Slûpfeart aan de zuidkant van de wijk verbonden met de Woudvaart.

## Historie en bebouwing
De wijk Lemmerweg-West is tussen 1945 en 1975 gebouwd en dankt haar naam aan de naast gelegen Lemmerweg. Aan het eind van vorig decennium is de wijk gerenoveerd. In de wijk ligt het Kaatsland, waar al eeuwen gebruik van wordt gemaakt. Lemmerweg-West kent zowel eengezinswoningen als flatwoningen van verschillende bouwlagen, veelal eigendom van Woningstichting De Wieren. De meerlagige bebouwing is gebouwd tussen 1963 en 2008.
De wijkvereniging in de wijk heet Wijkvereniging De Watertoren.

### Straatnaamverklaring
De straten in de Lemmerweg-West zijn vernoemd naar plaatsen in de omgeving, waterwerken en de kaatssport.

### Bezienswaardigheden
In de wijk bevinden zich een geen rijksmonumenten, bezienswaardig zijn:
- Houten brug Dúvelsrak
- Watertoren

## Voorzieningen
Onder meer de volgende voorzieningen bevinden zich in de wijk:
- Wijkgebouw
- Kledingbank
- Lemster-tunnel

Wijken:
Binnenstad ·
Bomenbuurt ·
De Domp ·
De Loten ·
Duinterpen ·
Harinxmaland ·
Hemdijk ·
Het Eiland ·
De Hemmen ·
Houkesloot ·
It Ges ·
Lemmerweg-Oost ·
Lemmerweg-West ·
Leeuwarderweg ·
Noorderhoek I ·
Noorderhoek II ·
Noordoosthoek ·
Oudvaart ·
Pasveer ·
Poort van Sneek ·
Sperkhem ·
Stadsfenne ·
Stationsbuurt ·
Tinga ·
Zwetteplan
Buurten:
Malta ·
Spitaal ·
Tuindorp